# Balish Glacier
Balish Glacier – lodowiec w Górach Ellswortha w południowej części Ziemi Ellswortha w Antarktydzie Zachodniej. 

## Nazwa
Nazwany na cześć Daniela Balisha, oficera United States Navy służącego w szwdaronie VX-6 podczas Operacji Deep Freeze w 1965 roku i dowódcy w 1967 roku . 

## Geografia
Balish Glacier to  lodowiec w Heritage Range – południowym paśmie Gór Ellswortha w południowej części Ziemi Ellswortha w Antarktydzie Zachodniej . Spływa na północ od Soholt Peaks i wpływa do lodowca Splettstoesser Glacier na północny wschód od Springer Peak . Jego długość szacowana jest na ok. 29 km . Maksymalna grubość lodu szacowana jest na 1124 m (stan na 2010 rok) .

## Historia
Lodowiec został zmapowany przez United States Geological Survey na podstawie badań naziemnych i zdjęć lotniczych marynarki wojennej USA wykonanych w latach 1961–1966 .